# بني الزين (عبس)

تعديل مصدري - تعديل

بني الزين هي إحدى قرى عزلة البتارية بمديرية عبس التابعة لمحافظة حجة، بلغ تعداد سكانها 115 نسمة حسب تعداد اليمن لعام 2004.